# Prosperidad (economía)
La prosperidad (del latín prosperitate) se da (o se suele dar) cuando la calidad de vida en el conjunto de la población no está relacionada necesariamente con el crecimiento económico o la posesión de bienes o insumos, sino con el servicio en una región geográfica y periodo de tiempo determinados. 

Tasa de desempleo por países, 2008, Fuente CIA-The World Factbook

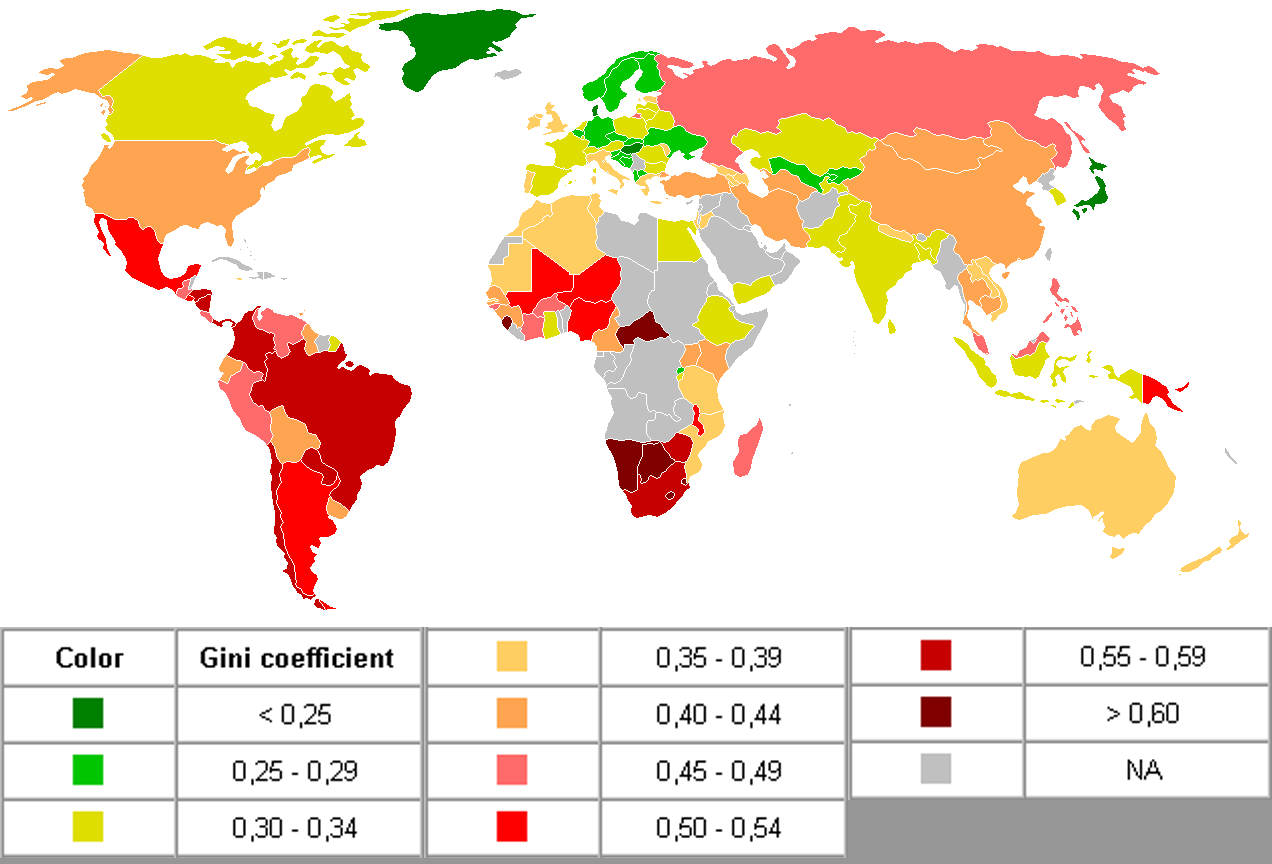
Desigualdades de ingresos entre países, medidos por el coeficiente de Gini, donde 0 corresponde a la igualdad perfecta, y 1 a la desigualdad total. Los países en rojo son más desiguales que los países en verde.

Este período de economía floreciente, está caracterizado por baja tasa de desempleo, por baja desigualdad económica y social, por estabilidad política y social, por buena calidad en la asistencia sanitaria, y por una apreciación general positiva por parte de la mayoría de la población en lo que respecta a su propia condición y a la condición imperante en su entorno social.

## Planteamiento general
La fase de prosperidad está caracterizada por una tendencia optimista tanto de productores como de consumidores, tanto de jerarcas y de gobernantes como de ciudadanos de a pie.
El aumento de consumo, lleva al aumento de la producción y de la renta nacional, o sea y en definitiva, lleva al crecimiento económico.
Desde un punto de vista más formal y técnico, el concepto de crecimiento económico se refiere al incremento porcentual del producto bruto interno de una economía en un determinado período de tiempo.
Las nociones relativas a prosperidad, a veces interactúan negativamente, en algunos aspectos, con la calidad de vida, con la felicidad, o con otros aspectos ligados a prosperidad.
Por ejemplo, jornadas largas de trabajo pueden influir al alza en cuanto a la prosperidad económica, pero a expensas del cansancio físico de la gente, y del deseo de muchos de tener más tiempo libre y más jornadas laborales de corta duración.
En el budismo, la prosperidad es valorada con más énfasis en el colectivismo y el espiritualismo que en el individualismo. Esta perspectiva puede estar en desacuerdo con las nociones capitalistas de prosperidad, dada su asociación con la codicia, con el poder, y con el materialismo.

No hay nadie peor que el avaro consigo mismo, y ese es el justo pago de su maldad.
Libro Eclesiástico •Capitulo 14 La avaricia y la envidia 14:6

|  | Detalle de Avaricia, Mesa de los pecados capitales por Hieronymus Bosch. Es una escena de un juicio en el que el juez, lejos de impartir justicia, acepta un soborno de una de las partes o incluso de las dos partes en litigio. |

Datos de encuestas sociales muestran que un aumento en los ingresos no necesariamente se traduce en un aumento duradero en la felicidad. Una posible explicación para esto, es que en muchos casos la gente prefiere dedicar menos tiempo y dedicación al trabajo y a las cuestiones económicas, para así poder dedicar más tiempo y energía a la familia y al cuidado de su propia salud.

## Debate en relación con el crecimiento económico

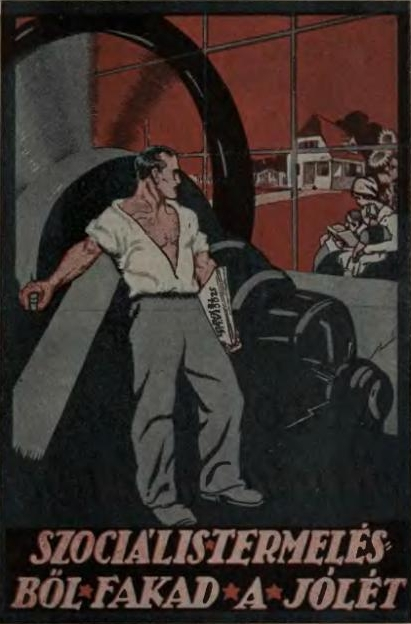
Cartel de propaganda comunista, año 1919, Hungría: "Es la producción socialista la que asegura el bienestar".

El crecimiento económico es frecuentemente visto como esencial para la prosperidad económica, y es uno de los factores generalmente usado como medida o indicador de prosperidad. 
Pero el Rocky Mountain Institute ha señalado cuatro diferentes puntos de vista, en los cuales prosperidad no requeriría crecimiento, afirmando en cambio que muchos de los problemas que enfrentan las comunidades en realidad son resultado más o menos directo del crecimiento (léase: Desarrollo sostenible). Es pues conveniente abandonar la idea de que obligatoriamente se requiere crecimiento para alcanzar prosperidad.
El debate sobre si el crecimiento económico está a favor o en contra de la prosperidad de la sociedad humana, ha estado activo por lo menos desde la publicación de Nuestro Futuro Común en 1987, y ha sido señalado como el reflejo de dos visiones del mundo completamente opuestas.

## Nociones sinérgicas de la prosperidad
Muchas acepciones distintas de prosperidad, como la prosperidad económica, la prosperidad sanitaria, y la prosperidad emocional o felicidad, están correlacionadas entre sí o incluso tienen causales similares o comunes.
Está bien establecido[¿dónde?][cita requerida] que la prosperidad económica y la educación para la salud, por ejemplo, tienen una clara correlación positiva, aunque no es claro si una es consecuencia de la otra.
También existe evidencia de que la felicidad es causa de buena salud, tanto directamente a través de sus efectos sobre el comportamiento y sobre el sistema inmune, como indirectamente a través de las relaciones sociales, el trabajo, y otros factores.
Un estudio se orienta a establecer una definición holística de la prosperidad; consultar: Índice de Prosperidad Legatum.

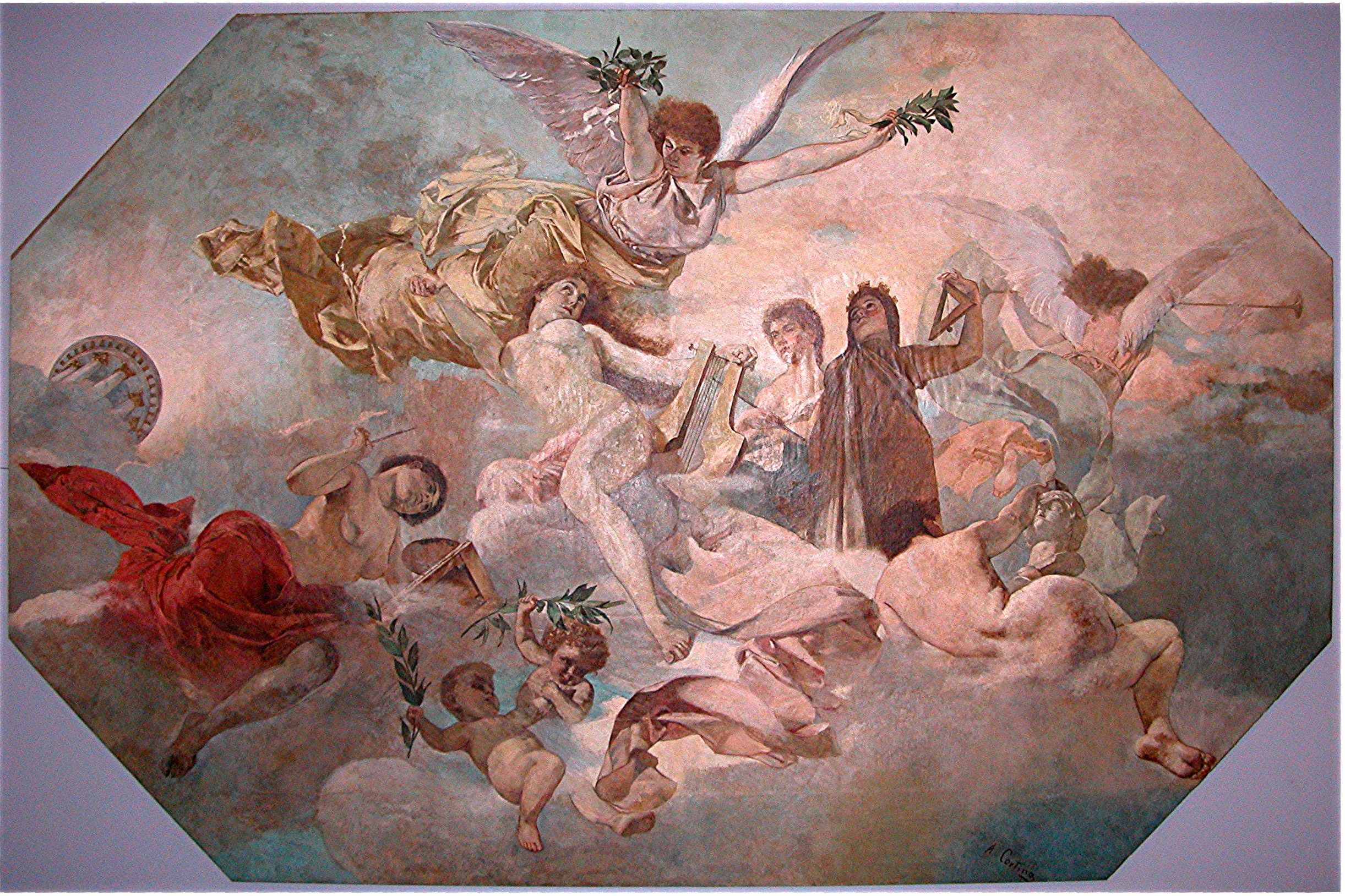
Museo Lladró: "Alegoría de la Prosperidad"; Antonio Cortina Farinós (1882).

## Perspectivas en Ecología
En ecología, por prosperidad debe entenderse una situación por la cual no existen mayores problemas en cuanto a especies amenazadas de extinción, estando asegurada la biodiversidad.

### Otros conceptos de interés
- Producto nacional bruto
- Depreciación
- Capital
- Impuesto